# あの男
『あの男』（あのおとこ、He）とは、ハワード・フィリップス・ラヴクラフトの短編小説。

## 概要
1925年8月に執筆され、1926年9月にパルプ雑誌『ウィアード・テイルズ』で初めて出版された。主人公の一人称視点で描かれ、ある日出会った不思議な男によって見せられたニューヨーク市の過去、そして未来の姿を描く物語。グリニッジ・ヴィレッジを訪れたラヴクラフトが実際に見た景色などを書いている。しばしばラヴクラフトに人種偏見があるとする意見の根拠として、この作品が挙げられることがある。

## あらすじ
ニューヨークに来たことは、間違いだったと語る夢破れた芸術家志望の主人公による独白で物語が始まる。主人公は、ニューヨークのきらびやかな高層街が見た目だけで、その下に暮らす移民に対する憎悪を募らせていた。グリニッジ・ヴィレッジを訪れたのは、ここに自分と同じ詩人や画家、芸術家たちが集まるからだと聞いたためだったが実際に居たのは、声の大きい自称者ばかりで落胆する。それでもニューヨークを離れるのは、負けを認めるようで思い留まっていた。そんなある日、主人公は、”彼”に出会った。
”彼”は、主人公をこれまで見かけたことのないペリー・ストリートの屋敷に連れて来た。”彼”は、自分の祖先がインディアンから魔術を継承した魔術師であると語り、主人公に過去と未来の景色を見せる。まず、まだ植民地になる前のニューヨークのハドソン川の周囲に広がる湿地帯の景色、次にオランダ植民時代の初期のニューヨークの景色、そして最後に主人公が悪夢に見続けている未来のニューヨークを見せられるのだった。その後で”彼”は、苦しみ出し、この土地の地主だった自分の祖先とインディアンとの間に起こった事件を暗示させる台詞を呟き、主人公に襲い掛かった。”彼”から逃げ出した主人公は、どうやってあの時の屋敷に行ったのか分からないという。

## 解説
本作に登場するグリニッジ・ヴィレッジのペリー・ストリートにある屋敷は、実在した建物である。それは、1744年に建設され、1865年に解体された。ラヴクラフトは、1924年8月29日のニューヨーク・イブニング・ポストの記事でその存在を知り、実際に自分でグリニッジ・ヴィレッジを訪れて歩き回っている。
ラヴクラフトは、7歳年上のロシア系ユダヤ人で女性実業家のソニア・グリーンと1924年3月3日に結婚した。彼女との結婚を契機にラヴクラフトは、ニューヨークに移住する。この時期のラヴクラフトは、パルプ雑誌『ウィアード・テイルズ』への投稿を始め、多くの友人たちと知り合い新しい世界が開けたような気分だった。しかし結局、様々な人種が集まる都会的な雰囲気が合わなかった。また当初、年収1万ドルといわれたソニアの経営する事業の成績が振るわなくなると金銭的にも苦しい状況に陥った。さらにソニアは、シンシナティに移住し、事実上の別居が始まってしまう。1921年に母親スージィが死んだ後も未婚の叔母たちに生活の面倒を見て貰っていたラヴクラフトは、就職活動に挑んだが30歳半ばで定職の経験のなかった彼にとって面接は、拷問でしかなかったと振り返っている。加えてウィアード・テイルズも負債を抱え、苦しい状況になって原稿料は、他誌と比べて低い水準に下降した。極めつけに妻ソニアの仕送りで生活する中、家賃浮かそうとブルックリンのクリントン・ストリート160番地のアパートに移住したラヴクラフトは、1925年5月24日に泥棒に遭う。本作は、このようなラヴクラフトの心情を書き表したものと大瀧啓裕は、考えている。
小説『レッド・フックの恐怖』は、同じ時期に執筆され、ラヴクラフトのブルックリンでの腹立たしい経験が表れているとされる。
ST.Joshiとシュルツ（David E. Schultz）によると本作は、ダンセイニの『ロドリゲス年代記』に登場する未来の戦争を預言する魔術師の話がモチーフになったと挙げている。

## 収録
- 「ラヴクラフト全集7」